# Turbo-folk
Turbofolk é um estilo de música dançante servo-croata, muito popular entre as repúblicas da ex-Iugoslávia. Caracteriza-se por uma fusão de ritmos tradicionais com batidas eletrônicas e sintetizadas modernas. As duas cantoras mais importantes desse gênero são as sérvias Lepa Brena, Ceca e Sandra Prodanović. Na Croácia, uma expoente correspondente é a cantora Severina. Criado na década de 90 quando o país estava numa crise pré-guerra, as músicas tem letras que incentivam o nacionalismo sérvio, e com fortíssimo apelo sexual. No estilo, ainda sendo nacionalista, é notável uma influência turca na música e também na dança, fato não surpreendente pois parte da região foi dominada pelo Império Otomano.